# Banque de Wallis-et-Futuna
Pour les articles homonymes, voir BWF.
 (octobre 2024).
La Banque de Wallis et Futuna (BWF) est une banque de détail française de dimension locale, créé en 1991, filiale de BNP Paribas Nouvelle-Calédonie, elle-même filiale de BNP Paribas. 
Elle possède une agence à Wallis et un bureau périodique à Futuna. Elle dispose également de deux guichets automatiques, l'un mitoyen de l'agence et l'autre du bureau périodique. La BWF propose trois types de comptes bancaires différents : les comptes de dépôts à vue, les comptes de dépôts à terme et les comptes sur livret. Les dépôts à vue représentent la majorité des comptes bancaires (68 %). 
Si les particuliers constituent l'essentiel des investissements dans les dépôts à vue (90 %), les entreprises et les associations dominent largement les fonds appartenant aux encours (solde comptable d'un compte d'épargne après versement) avec 49 % aux entreprises et 28 % aux collectivités. Ces encours formaient un total de 744 000 F CFP, soit
6 234,72 € pour l'année 2011. 61 % de la population s'est doté d'un compte avec le système bancaire actuel.